# Integrating the Healthcare Enterprise
Pour les articles homonymes, voir IHE.
Integrating the Healthcare Enterprise (IHE) est une initiative des professionnels de la santé destinée à améliorer la façon selon laquelle les logiciels du domaine échangent leurs informations. 
IHE propose l'utilisation coordonnée de standards établis, comme Digital imaging and communications in medicine (DICOM) et Health Level 7 (HL7), afin d'apporter des solutions aux problèmes récurrents d'intégration de différents logiciels de santé.
L'objectif est d'assurer une meilleure interopérabilité entre les systèmes qui utilisent IHE. Les développements sont aussi théoriquement facilités. 

## IHE France
En France, l'initiative IHE permet d'affiner les profils dans le contexte français (on parle alors d'extension française).
Ces extensions sont disponibles sur le site d'Interop'Santé.
Les extensions sont : 
- Type de données (extensions pour tous les profils se basant sur HL7 v3) ;
- IHE PAM.

## Le connect-a-thon
Le connect-a-thon IHE est une plateforme de test d'interopérabilité. Le connect-a-thon n'est pas une plateforme de certification. Le but du connect-a-thon est de vérifier la bonne implémentation des spécifications IHE dans les produits.
À l'occasion de cette manifestation, les éditeurs de logiciel démontrent, de façon pratique, que les flux qu'ils produisent respectent bel et bien les spécifications IHE.
Aux États-Unis, IHE est sponsorisé par la Healthcare Information and Management Systems Society (en) (HIMSS), la Radiological Society of North America (en) (RSNA) et l'American College of Cardiology (en) (ACC). En Europe, IHE est sponsorisé entre autres par la COCIR.

## LeIHE Integration Statement
IHE ne fait pas de certification. Les sociétés qui implémentent les spécifications IHE au sein de leurs produits peuvent publier un IHE Integration Statement. Le IHE Integration Statement est une déclaration de la société qui précise les profils d'intégration et les acteurs qu'elle a implémentés au sein de son produit. Il existe un registre des déclarations de conformité IHE : le IHE Product Registry.